# Copa América 2021
Copa América 2021 blev afholdt i Brasilien fra 13. juni til 10. juli 2021.
Mesterskabet skulle oprindeligt have afholdt på de samme datoer i 2020, men blev udsat på grund af coronavirusudbruddet. Mesterskabet skulle oprindeligt have været afholdt i Argentina og Colombia, men først trak Colombia sig og senere Argentina sig tilbage, som arrangører.
Australien og Qatar blev inviteret og havde takket ja, men begge trak sig, fordi turneringen kolliderede med kvalifikationskampe til verdensmesterskabet 2022.

## Rangering
| Postion | Land      |
| ------- | --------- |
| 1       | Argentina |
| 2       | Brasilien |
| 3       | Colombia  |
| 4       | Peru      |
| 5       | Uruguay   |
| 6       | Paraguay  |
| 7       | Chile     |
| 8       | Ecuador   |
| 9       | Venezuela |
| 10      | Bolivia   |